# A Rugrats Passover
A Rugrats Passover (с англ. — «Песах») — 23-я и последняя серия третьего сезона мультсериала «Ох уж эти детки!». Впервые был показан на канале Nickelodeon 13 апреля 1995 года. Этот мультсериал стал одним из первых, в котором эпизод был посвящён религии, в частности иудейскому празднику Песах.

## Сюжет
Анжелика Пиклз с родителями едет в гости к Борису и Минки Кропоткиным, родителям Диди и бабушке с дедушкой Томми. Кропоткины собираются праздновать седер и накрывают стол, но спорят о том, какие бокалы нужно ставить на стол. Расстроенный Борис уходит из комнаты на чердак, а когда приезжают гости, Минки плачет и говорит, что Борис ушёл от неё.
Анжелика, Томми и его друг Чаки Финстер идут на чердак, чтобы найти игрушки и встречают там Бориса. Дедушка Борис рассказывает, что пошёл на чердак за бокалами своей матери и оказался заперт снаружи. Анжелика случайно запирает дверь и они остаются на чердаке, где Борис начинает рассказывать историю о выходе евреев из египетского рабства. Во время рассказа Бориса Анжелика представляет себя фараоном, а Томми Моисеем, которого она вытаскивает из реки и приводит во дворец.
На чердак приходит отец Чаки и случайно запирает дверь, а затем садится слушать историю с детьми. По фантазиям Анжелики, Томми заступается за одного из малышей-рабов, чем злит малыша-надсмотрщика, который убегает жаловаться на него Анжелике. Томми сбегает в пустыню, а затем, услышав голос, возвращается, и пытается договориться с фараоном-Анжеликой, но та не слушает его. Надеясь вразумить Анжелику-фараона, Томми-Моисей насылает десять бедствий, которые пугают и смягчают Анжелику, что она решает отпустить всех малышей. Вскоре выясняется, что она передумала их отпускать, на что Томми-Моисей возмущен и насылает на неё последнюю казнь, известную как смерть первенцев.
Узнав у родителей, что она единственный ребёнок, испуганная Анжелика прибегает к Томми-Моисею и прости отменить наказание, обещая всех отпустить. Томми-Моисей отменяет последнюю казнь и малыши во главе с Томми, включая Чаки, Лилит и Фила, уходят из Египта и идут к Красному морю. Анжелика-фараон посылает погоню, но малыши успевают перейти море, после того как Томми-Моисей раздвинул его с помощью посоха. Погоня, посланная Анжеликой-фараоном и она сама оказываются в море, где её куклу Синтию съедает акула. Все присутствующие взрослые, включая родителей Анжелики и Томми, а также бабушку Томми Минки, слушают до конца историю праздника.
Тем временем ветер захлопывает дверь и все присутствующие, включая детей и взрослых, остаются на чердаке, где дедушка Борис начинает рассказывать историю, про то как познакомились на седере его дядя и тётя.

## Трансляция
Эпизод был показан на телеканале Nickelodeon 13 апреля 1995 года.

## Оценки
После выхода эпизод получил самую высокую оценку по рейтингу Nielsen, получив оценку 3.1.
В том же году эпизод был номинирован на премию «Эмми» в номинации «За выдающуюся анимационную программу», но премию получил «Lisa’s Wedding», ставшая 19-серия 6-го сезона мультсериала «Симпсоны».